# Endless Forms Most Beautiful
Endless Forms Most Beautiful è l'ottavo album in studio del gruppo musicale finlandese Nightwish, pubblicato dalla Nuclear Blast il 27 marzo 2015 nell'Unione europea e in Argentina, il 30 marzo in Regno Unito e il giorno seguente negli Stati Uniti d'America e nel resto del mondo.

## Descrizione
È il primo album in cui sono presenti come membri ufficiali del gruppo la cantante Floor Jansen e il suonatore di uilleann pipes Troy Donockley. Jukka Nevalainen, storico batterista del gruppo, non ha preso parte alla registrazione dell'album a causa di problemi di salute dovuti ad una forte insonnia che l'hanno costretto a prendersi un periodo di pausa; è sostituito da Kai Hahto, batterista dei Wintersun.

L'intero album prende ispirazione dalla seguente citazione del libro L'origine delle specie di Charles Darwin: 
Le orchestrazioni, arrangiamenti e direzioni di cori e orchestre sono a cura di Pip Williams. Nonostante non sia nuova a dare un proprio contributo nella scrittura e nella composizione delle canzoni degli After Forever e dei ReVamp, Floor Jansen non ha ritenuto necessario contribuire al songwriting delle tracce di Endless Forms Most Beautiful, lasciando a Holopainen il pieno controllo del processo creativo.

## Singoli
Il primo singolo estratto dall'album, Élan, è stato pubblicato il 13 febbraio 2015, anticipando l'uscita dell'album, pubblicato a fine mese.
Il secondo singolo, Shudder Before the Beautiful, è stato pubblicato il 16 marzo per il download digitale, mentre il terzo singolo, l'omonimo Endless Forms Most Beautiful, è stato pubblicato l'8 maggio.

## Tracce
Testi e musiche di Tuomas Holopainen, eccetto dove indicato.
1. Shudder Before the Beautiful – 6:30
2. Weak Fantasy – 5:26 (Tuomas Holopainen, Marco Hietala)
3. Élan – 4:50
4. Yours Is an Empty Hope – 5:40 (testo: Tuomas Holopainen, Marco Hietala)
5. Our Decades in the Sun – 6:40 (musica: Marco Hietala, Tuomas Holopainen)
6. My Walden – 4:40 (musica: Tuomas Holopainen, Marco Hietala)
7. Endless Forms Most Beautiful – 5:10
8. Edema Ruh – 5:17
9. Alpenglow – 4:50
10. The Eyes of Sharbat Gula – 6:05
11. The Greatest Show on Earth – 24:02

## Formazione
Gruppo
- Floor Jansen – voce, arrangiamento
- Marco Hietala – basso, voce, chitarra acustica, arrangiamento
- Emppu Vuorinen – chitarra, arrangiamento
- Tuomas Holopainen – tastiera, pianoforte, arrangiamento
- Jukka Nevalainen – batteria,[9] arrangiamento
- Troy Donockley – uilleann pipes, low whistle, bodhrán, bouzouki, voce, arrangiamento

Altri musicisti
- Kai Hahto – batteria, arrangiamento
- Tero "TeeCee" Kinnunen – arrangiamento
- Orchestre de Grandeur
  - Perry Montague-Mason – violino
  - Emlyn Singleton – violino
  - Dermot Crehan – violino
  - Patrick Kiernan – violino
  - Mark Berrow – violino
  - Rita Manning – violino
  - Boguslaw Kostecki – violino
  - Everton Nelson – violino
  - Chris Tombling – violino
  - Steve Morris – violino
  - Jackie Hartley – violino
  - Emil Chakalov – violino
  - Pete Hanson – violino
  - Jim McLeod – violino
  - Sonia Slany – violino
  - Pete Lale – viola
  - Bruce White – viola
  - Martin Humbey – viola
  - Rachel Bolt – viola
  - Andy Parker – viola
  - Martin Loveday – violoncello
  - Dave Daniels – violoncello
  - Jonathan Williams – violoncello
  - Frank Schaefer – violoncello
  - Paul Kegg – violoncello
  - Chris Laurence – contrabbasso
  - Steve Mair – contrabbasso
  - Richard Pryce – contrabbasso
  - Andy Findon – flauto, ottavino
  - Anna Noakes – flauto, ottavino
  - David Theodore – oboe, corno inglese
  - Nicholas Bucknall – clarinetto in si bemolle minore
  - Dave Fuest – clarinetto in si bemolle minore, clarinetto basso
  - Julie Andrews – fagotto, controfagotto
  - Richard Watkins – corno francese
  - Philip Eastop – corno francese
  - Nigel Black – corno francese
  - Phil Cobb – tromba
  - Mike Lovatt – tromba
  - Kate Moore – tromba
  - Mark Nightingale – trombone tenore
  - Ed Tarrant – trombone tenore
  - Andy Wood – trombone basso
  - Owen Slade – tuba
  - Skaila Kanga – arpa
  - Paul Clarvis – percussioni etniche
  - Stephen Henderson – percussioni etniche, timpani
  - Frank Ricotti – percussioni orchestrali
  - Gary Kettel – percussioni orchestrali
- The Metro Voices – coro
- The Children's Choir – coro
- James Shearman – conduzione orchestra e cori
- Pip Williams – orchestrazione, arrangiamento e direzione dei cori e dell'orchestra
- Richard Dawkins – voce narrante (tracce 1 e 11)
- Jussi Tegelman – paesaggio sonoro e echi musicali (traccia 11-III)

Produzione
- Tuomas Holopainen – produzione
- Nightwish – coproduzione
- Tero "TeeCee" Kinnunen – coproduzione, registrazione, ingegneria del suono
- Mikko Karmilla – missaggio
- Mika Jussila – mastering
- Michael Taylor – registrazione parti vocali di Richard Dawkins (tracce 1 e 11)
- Steve Price – ingegneria orchestra e cori
- Jeremy Murphy – assistenza tecnica orchestra e cori

## Classifiche
| Classifica (2015)       | Posizione massima |
| ----------------------- | ----------------- |
| Australia               | 16                |
| Austria                 | 4                 |
| Belgio (Fiandre)        | 15                |
| Belgio (Vallonia)       | 14                |
| Canada                  | 13                |
| Danimarca               | 21                |
| Finlandia               | 1                 |
| Francia                 | 12                |
| Germania                | 2                 |
| Giappone                | 31                |
| Irlanda                 | 21                |
| Italia                  | 18                |
| Norvegia                | 3                 |
| Nuova Zelanda           | 32                |
| Paesi Bassi             | 3                 |
| Polonia                 | 10                |
| Portogallo              | 21                |
| Spagna                  | 13                |
| Stati Uniti             | 34                |
| Stati Uniti (hard rock) | 4                 |
| Stati Uniti (rock)      | 8                 |
| Svezia                  | 4                 |
| Svizzera                | 2                 |
| Ungheria                | 2                 |

## Date di pubblicazione
| Paese           | Data di pubblicazione | Etichetta     |
| --------------- | --------------------- | ------------- |
| Unione Europea  | 27 marzo 2015         | Nuclear Blast |
| Argentina       | 27 marzo 2015         | Nuclear Blast |
| Regno Unito     | 30 marzo 2015         | Nuclear Blast |
| Resto del mondo |                       | Nuclear Blast |